# Oenospila moniliata
Oenospila moniliata là một loài bướm đêm trong họ Geometridae.